# 藤原兼房 (太政大臣)
藤原 兼房（ふじわら の かねふさ）は、平安時代末期から鎌倉時代前期にかけての公卿。藤原北家、関白・藤原忠通の十男。官位は従一位・太政大臣。

## 経歴
仁平3年（1153年）、関白・藤原忠通の十男として誕生。応保2年（1162年）に10歳で元服し、従五位上、次いで正五位下に叙され、さらに禁色を許され侍従となった。長寛元年（1163年）に左少将、長寛2年（1164年）には左中将となり、仁安元年（1166年）に14歳で従三位に叙され公卿に列した。しかし同母兄・九条兼実が「無才漢、無労積」（『玉葉』建久2年3月28日条）と語るように才覚や見識には乏しく、永らく議政官になれず非参議左中将に留まった。寿永2年（1183年）4月には、位階も年齢も下だった藤原頼実が権中納言に任じられることになり、兼実を落胆させている（『玉葉』寿永2年4月3日条）。同年8月に兼房も権中納言に昇進するが、11月の法住寺合戦では院御所に参入していたため戦闘に巻き込まれ、一時は消息不明となった。これを聞いた兼実は「日來却籠居之人、何故今日被院參哉、尾籠之甚、可謂嗚呼々々也、定爲天下之沙汰歟」と嘆息している（『玉葉』寿永2年11月19日条）。
その後は、元暦2年（1185年）に権大納言となって兼実の嫡子・良通の官位に追いつき、文治5年（1189年）には正官の大納言となるなど、兼実の支援もあり順調に昇進する。建久元年（1190年）、左大臣・徳大寺実定の辞任を受け後任人事が焦点となり、花山院兼雅は叔父の中山忠親を内大臣にするよう後白河法皇に願い出る。これに対して兼実は、大納言序列二位の忠親が序列一位の兼房を超えることに反対した（『玉葉』建久元年4月18日条）。この時は兼実の意見が通り、7月17日、兼房は内大臣に昇進した。ところがそれから一年も立たない建久2年（1191年）3月、後白河院は兼実に対し、兼房を太政大臣に昇進させて空いた内大臣に忠親を任じるよう命じた（『玉葉』建久2年3月10日条）。兼実は「太相近代大略弃置之官也」として内心不満だったが、この人事案を受諾した。これにより兼房は朝議を主催する一上への道を閉ざされることになった。その後、太政大臣に5年間在任したが、建久7年（1196年）11月28日、建久七年の政変で兼実が失脚した煽りを受けて辞任する。正治元年（1199年）に47歳で出家、建保5年（1217年）に薨御。享年65。
和歌を愛好し柿本人麻呂を尊敬していたという。藤原定家の『明月記』には、「出仕之時、雖無有職之譽、在世之間無追從貪侫之心、遁世之後有持律淨戒之聞、於末世者可謂賢者、未滿四十、太政大臣官途又何恨者乎、後聞、正念無違、高聲念佛、異香薫室云々」と記されている。

## 系譜
- 父：藤原忠通
- 母：家女房加賀局 - 藤原仲光の娘
- 妻：藤原隆季の娘
  - 男子：九条兼良（1167-1221）
- 妻：藤原経宗の娘
- 生母不明の子女
  - 男子：道誉（禅林院僧正）
  - 男子：兼円
  - 男子：道祐
  - 女子：方丈殿